# Roelandslied (Middelnederlandse ridderroman)
Het Roelandslied (of Roelantslied) is een van de oudste Middelnederlandse ridderromans in het genre van het chanson de geste. De oorsprong van het Roelandslied ligt in het Franse Chanson de Roland, maar het betreft hier geen vertaling in de letterlijke zin des woords. De Middelnederlandse tekst is slechts fragmentarisch overgeleverd via een 16de-eeuws volksboek met de titel Den droeflijken strijt opten berch van Roncevale, gedrukt door Willem Vorsterman, waarin de rijmende tekst van het Roelandslied is aangevuld met gedeelten in proza op basis van andere bronnen.

## Oorsprong
Het Roelandslied wordt gerekend tot de Frankische romans of Karelromans, een genre ridderroman dat de roem en de daden van Karel de Grote en zijn pairs tot onderwerp heeft. Het gaat om gefictionaliseerde gebeurtenissen, niet om geschiedschrijving naar moderne standaarden. Het Roelandslied is waarschijnlijk de oudste tekst in dit genre die in het Middelnederlands is overgeleverd, maar de traditie waarin het gedicht staat reikt verder terug: de fragmentarische tekst is gebaseerd op het Oudfranse Chanson de Roland, dat in de twaalfde eeuw ontstond, maar al bij de Slag bij Hastings in 1066 zouden de troepen van Willem de Veroveraar liederen over de heldenmoed van Roeland hebben aangeheven. Het Roelandslied staat zodoende in een lange traditie van receptie van de figuur van Karel de Grote en de personen om hem heen. Het is dus belangrijk om het personage van Karel uit de Karelromans niet te verwarren met de historische Karel die in de achtste en vroege negende eeuw regeerde.
Het verhaal dat wordt verteld in het overgeleverde gedeelte van het Roelandslied is terug te vinden in de tweede episode van het Chanson de Roland. In grote lijnen komen de verhalen uit de tweede episode van het Chanson de Roland en het Roelandslied overeen, maar de auteur van het Roelandslied behandelt dit materiaal op zijn eigen manier. Bovendien is het door de fragmentarische staat onduidelijk of het oorspronkelijke Middelnederlandse Roelandslied geconcipieerd was als vertaling van het gehele Chanson de Roland, of dat de auteur een specifiek onderdeel uit zijn Franse voorbeeld wilde uitlichten. 

## Inhoud

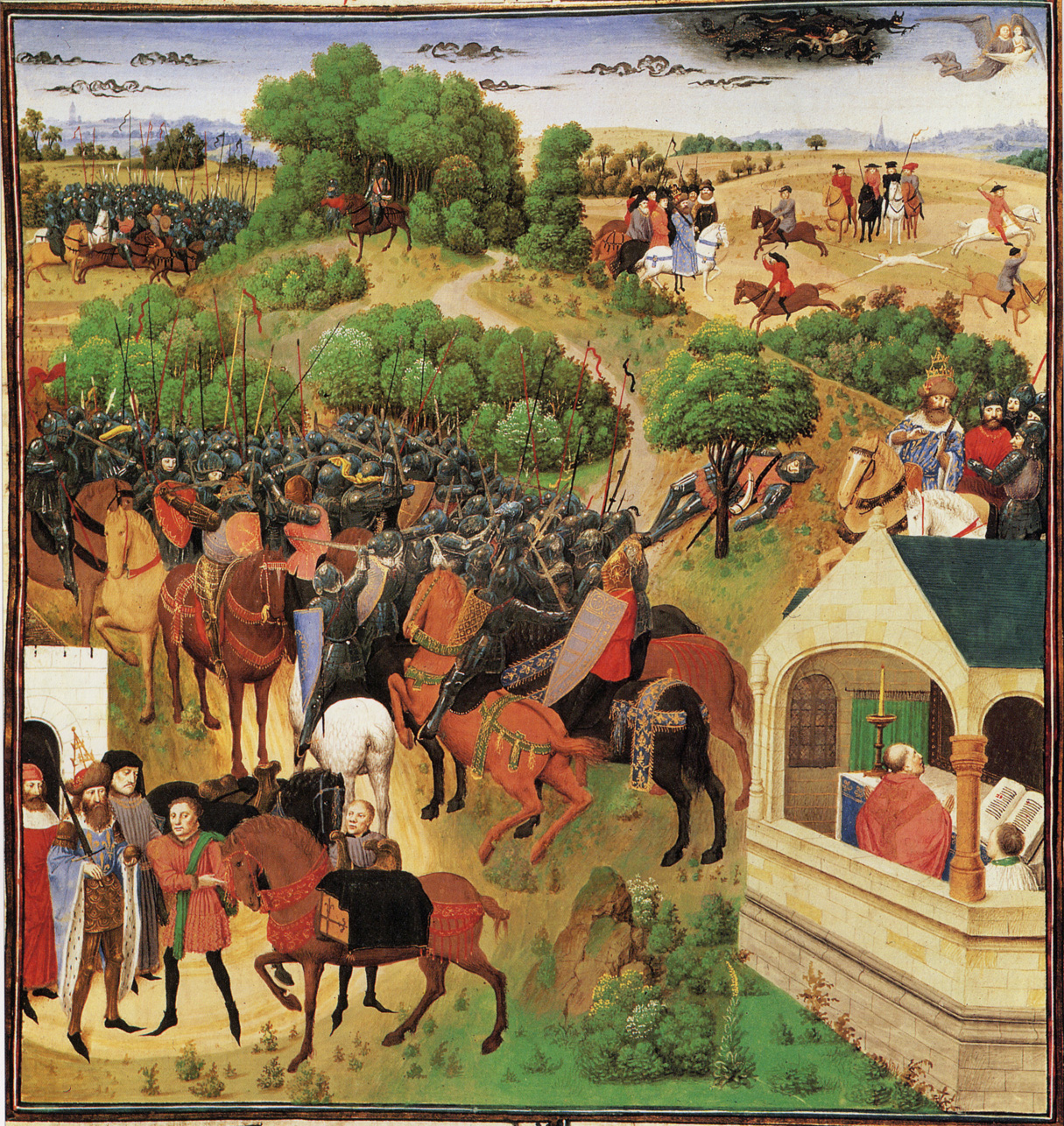
Acht fases van het Roelantslied in één afbeelding

Karel de Grote is in oorlog met de Saracenen, maar na jarenlange strijd zal de vrede worden getekend met koning Marcelijs van Saragossa. Karel keert na het tekenen van een vrede aan het hoofd van zijn leger uit Spanje terug naar Frankrijk, waarbij de ridder Roelant en zijn manschappen, onder wie Roelants vriend Olivier en de bisschop Tulpijn, de achterhoede vormen. Roelant wordt echter in een hinderlaag gelokt in het dal van Roncevaux. Olivier vraagt hem op zijn hoorn Oliphant te blazen, opdat Karel zal terugkeren om hem bij te staan. Roelant weigert dit. Als Roelant merkt dat hij de strijd niet kan winnen blaast hij toch drie maal op zijn hoorn Oliphant. Karel keert daarop terug, maar is te laat om Roelant, Olivier, Tulpijn en hun mannen te hulp te komen. Karel treft uiteindelijk de ontzielde lichamen van de krijgers aan, dat van Roelant ter aarde liggend, de hoorn onder het lichaam, het gezicht naar Spanje gewend. Karel achtervolgt het vijandige leger en neemt wraak.

## Opbouw
Hoewel het Middelnederlandse Roelandslied slechts in zeer fragmentarische staat bekend gebleven is kan uit de overgeleverde fragmenten de volgende opbouw worden geconstrueerd.. Het valt op dat een zeer groot deel van de overgeleverde verzen bestaat uit beschrijvingen van gevechten.
1. Het complot van koning Marcelijs en zijn belegering van de troepen van Roeland, die de achterhoede van de legers van Karel vormen, eerste gevechten (vv. 1-292)
2. Nieuwe aanval van de troepen van koning Marcelijs, Roeland wordt door Olivier aangespoord om hulp te roepen door op de hoorn Olifant te blazen; Karel verneemt het hoorngeschal en ontdekt het verraad (vv. 293-464)
3. Hoewel de troepen van koning Marcelijs bijna zijn verslagen, komt diens oom Galifer hem te hulp; de troepen van Roeland worden opnieuw in een benarde positie gebracht, waarbij Olivier, Tulpijn en Roeland achtereenvolgens sneuvelen (vv. 465-833)
4. Karel keert terug en wreekt zijn gestorven pairs (vv. 834-1044)